# Hutchinson (companie)
Hutchinson este o companie franceză producătoare de piese pentru industria auto și industria aeronautică pentru diverse aplicații de etanșeizare, izolare fonică și antivibrații.
Este o subsidiară a grupului Total SA.
Hutchinson este specializată în producția de componente din cauciuc pentru etanșeizare de precizie (garnituri, inele), etanșeizare caroserie (chedere, culise), antivibrație (bucșe, suport motor), transfer de fluide (furtune) pentru industria auto.

În anul 2013, compania deținea 87 de fabrici în 21 de țări
și peste 31.000 de angajați.

## Istoric
Prima fabrică Hutchinson din lume a fost construită în 1853, cînd americanul Hiram Hutchinson s-a mutat în Franța și a pus bazele unei fabrici de cauciuc în localitatea Chalette-sur-Loing.
Activitatea se desfășura în principal pe piața de încălțăminte în aceeași localitate.

## Hutchinson în România
Compania este prezentă din 2007 în România având o fabrică în localitatea Cristian din județul Brașov.
În anul 2013, compania a inaugurat a doua hală de producție.
Număr de angajați:
- 2013: 700[3]
- 2012: 600[7]
- 2011: 450[8]